# Sân bay quốc tế Des Moines
Sân bay quốc tế Des Moines là một sân bay tại Des Moines, quận Polk, tiểu bang Iowa, Hoa Kỳ.
Sân bay này nằm trong Kế hoạch quốc gia về tích hợp hệ thống sân bay cho giai đoạn 2011-2015, trong đó nó được gọi là sân bay dịch vụ thương mại chính. Sân bay này hiện có 19 tuyến bay. Năm 2014, sân bay này phục vụ một con số kỷ lục 2,3 triệu lượt hành khách, tăng 5,4% so với năm 2013. 
Sân bay này là nơi đóng quân của Des Moines Air National Guard và 132D Fighter Wing (132 FW) của Iowa Air National Guard.

## Lịch sử
Trong những năm 1920 khu vực Des Moines có một số sân bay tư nhân nhỏ phục vụ hàng không chung và các hãng hàng không. Năm 1929, Nghị viện đã thông qua một đạo luật Iowa cho phép thành phố bán trái phiếu để xây dựng sân bay thành phố. Hơn 80 địa điểm được xem xét xây sân bay Des Moines và người ta quyết định xây dựng trên 160 mẫu Anh (0,65 km²) đất nông nghiệp phía nam của thành phố. Công tác xây dựng sân bay bắt đầu vào năm 1932 và  hoàn thành vào năm 1933. Nhà ga hành khách đầu tiên của sân bay được xây dựng ngay sau khi sân bay được hoàn thành. Nó đã được thay thế bằng một nhà ga mới vào năm 1950 đã được mở rộng và được trùng tu nhiều lần kể từ đó. Các hành lang hiện nay được xây dựng vào năm 1970, cùng với việc tu sửa nhà ga. Sân bay đã được mở rộng nhiều lần từ diện tích gốc 160 mẫu của nó (0,65 km2) và khu vực sân bay hiện nay có diện tích 2.300 mẫu Anh (9,3 km²) đất.